# Umm Tini
Umm Tini (arab. أم تيني) – wieś w Syrii, w muhafazie Idlib. W 2004 roku liczyła 701 mieszkańców.